# Station Ravezies
Dit overzicht is mogelijk incompleet; u kunt helpen door het uit te breiden.
Station Ravezies was een spoorwegstation in de Franse gemeente Le Bouscat, een voorstad van Bordeaux. Het is in 1968 geopend onder de naam Bordeaux-Saint-Louis ter vervanging van het ongeveer 900m zuidoostelijker gelegen oorspronkelijke station Bordeaux-Saint-Louis. Het nieuwe station lag vrijwel op de gemeentegrens tussen Le Bouscat en Bordeaux. In 2008 kreeg het station de naam Ravezies. Vanaf dat moment was station het beginpunt van de spoorlijn Ravezies - Pointe-de-Grave. 
In 2012 is het station Ravezies gesloten. 